# プリンセス金魚
プリンセス金魚（プリンセスきんぎょ）は、かつてワタナベエンターテインメントに所属し活動していたお笑いコンビ。愛称プリキン。以前は松竹芸能に所属していた。

## メンバー
大前 りょうすけ（おおまえ りょうすけ、1984年4月16日（41歳）（昭和59年）- ）
- ボケ担当。京都府出身。身長179cm、体重64kg、血液型はA型。
- 高道と組む前、別のコンビでM-1グランプリに出場したことがある。
- 中学でサッカーの全国大会に京都選抜として出場[1]、高校2年時、京都サンガユースに自身とは比べ物にならないレベルの高さに心折れ、Jリーガーの夢に見切りをつける[2]。
- 2016年10月3日からの『OH! MY MORNING!』（Radio NEO）レギュラー開始により、9月末から名古屋に拠点を移した。
- 親が名神高速道路・名古屋高速16号一宮線の一宮インターチェンジの建設に係わっており、大前自身も親と一緒に1か月間名古屋市内に住んでいたことがあったことから、名古屋には勝手に強い思いがあるという[3]。
- 2020年3月より芸名を『大前亮将』から『大前りょうすけ』に改名した。
- 2021年8月より、同じ名古屋を拠点として活動する同じ事務所所属の町田こーすけ（元・デラスキッパーズ）とのユニット「大前町田」でも活動している[4]。
- 2022年8月8日、中京テレビアナウンサーの松原朋美と結婚したことを発表した[5]。
- 2022年10月5日、ジーンズソムリエの資格を取得。
- 2024年3月13日、大前のX（Twitter）で、12日に第一子が誕生したことを発表。[6]

みんなのたかみち（たかみち店長）（1984年5月30日（41歳）（昭和59年）- ）
- ツッコミ担当。京都府出身、京都成章高校（野球部。京都大会でベスト4まで進出した経験あり[7]）、京都産業大学卒業[8]。身長185cm、体重78kg、血液型はO型。
- 「プリンセス金魚のそうでもない方」と言われる。大前に誘われるまではスポーツ中心で、プロ野球選手を目指していた[2]。
- 本人曰く、遅刻の常習犯で、松竹芸能（大阪）所属時代に昼席でよく遅刻していた。3日連続で遅刻した時には大前に舞台裏で殴られ、先輩たちが止めに入るなど大騒ぎになったが、翌日はその大前が遅刻し、その日から2か月間昼席のスケジュールを入れてもらえなくなり、先輩や松竹社員達に「次、遅刻したら解散します」等と土下座し、謝罪して回ったことがあった[2]。
- 少女漫画好きで[1]、500冊以上を持っている。少年漫画は全く読まないわけではないが、本人曰く「少年漫画5%、少女漫画95%」と言う割合とのこと[9]。
- 2013年、松竹芸能（大阪）を退社した大狸ぽんぽこが東京に上京。さらば青春の光のマネージャーのヤマネヒロマサは大狸を向かい入れ、みんなのたかみちと放送作家の廣川祐樹の4人で同居生活を始めた。
- 2016年、睡眠時無呼吸症候群の改善のために口蓋垂を切除した[10][11]。
- 2017年10月8日、芸名を「たかみち」から「みんなのたかみち」に変更した[12]。この芸名を名付けたのは、同じ事務所の後輩のはなしょーの杵渕はなである[13]。
- 「たかみち店長」としてTikTokやYouTubeで活動している[14]。2025年現在、所属事務所公式サイトの所属タレント一覧には「たかみち店長」名義で登録されており[15]、一部お笑いライブ出演時のみ「みんなのたかみち」名義を使用している。

## 来歴
2人は中学生時代は同じ学校で、2年生の時に親しくなったが、高校は別々に進学した。大学生になって、お笑いをやりたかった大前がサークルを転々としていた高道を誘い、2005年（平成17年）コンビ結成。当時はミスタードーナツで一緒にアルバイトをしていた。結成当初のコンビ名は「One and One（ワンエンドワン）」だった。
2007年（平成19年）4月にマネージャーの勧めで現在のコンビ名に改称する。コンビ名の由来については、ネットで検索しやすいコンビ名で、当時カタカナと漢字混じりの名前がいなかったことから「ビジネス花火」と「プリンセス金魚」を最終候補にし、「ビジネス花火は濁点が多すぎる」という理由でプリンセス金魚を選んだ。
2009年（平成21年）よりライブイベントの罰ゲームで毎日京都市三条の鴨川で365日ちゃぶ台をひっくり返すという企画に挑戦。元々はつるせんねんがやっていた罰ゲームである。
2009年（平成21年）7月20日に、初の単独ライブ『This is プリンセス金魚〜二人だけですけどよかったら?〜』を大阪市浪速区の桜川三丁目劇場で行った。2009年、NHK新人演芸大賞で決勝進出。
2013年5月、松竹芸能を退所し活動拠点を大阪から東京に移すことを発表。フリーとしての活動を経て、同年9月にワタナベエンターテインメント所属となる。
2016年10月より、大前のみワタナベエンターテインメント名古屋事業本部に移籍し、活動拠点を名古屋に移す。
2022年3月31日をもってコンビを解散することを発表。

## ネタ
漫才、コントのネタを主に担当しているのは大前で、休みの日は一日中ネタ作りに充てているほど。ボケ、ツッコミ、イケメンなどコンビの要素の99%は大前で、残りの1%はたかみちの明るさであるとも話している。
大前は笑いにストイックと言われ、スマートにボケやいじりを繰り出してくるとされている。一方のたかみちはいつも笑っているように見えて、オーバーリアクションをよく繰り出すとされている。
たかみちのピンネタには、「帰ったん?」など、切ないフレーズを基調とした一人コントなどがある。

## 出演番組

### テレビ
- あほやねん!すきやねん!（NHK大阪放送局） 水曜レギュラー
- 8時です!生放送（J:COM）
- びわ湖カンパニー（びわ湖放送）
- ぜっぴん!!+（奈良テレビ）
- 笑卵WAVE（J:COM）
- 笑いの超新星（ytv）
- わらいのちから（ケーブルウエスト）
- ジャイケルマクソン（毎日放送）
- 痛快!明石家電視台（毎日放送）
- ますだおかだ角パァ!（朝日放送）
- きになるオセロ（朝日放送） - 再現VTRに登場
- たかじん胸いっぱい（関西テレビ）
- 爆笑オンエアバトル（NHK総合）戦績1勝2敗 最高417KB
- 爆笑トライアウト（NHK総合）
  - 1回目…会場審査で2位（509TP）となりオンバト挑戦権獲得。視聴者投票は2位（1426票）。
  - 2回目…会場審査は3位（449TP）に終わるも、視聴者投票で1位（1772票）となりオンバト挑戦権獲得。トライアウト出身の芸人の中では唯一2回目の挑戦でオンエアを獲得している。
- オンバト+（NHK総合）戦績2勝3敗 最高449KB
- エンタの天使（日本テレビ） - 2009年3月4日（第9回）、キャッチコピーは「泳ぎ目の美男子」
- アップ&UP!（関西テレビ） - 酒井くにおと一緒に出演
- 上方演芸ホール（NHK大阪放送局） - 2009年9月27日
- エンタの神様 未公開ネタ大連発SP!!（日本テレビ）- 2010年3月6日 キャッチコピーは「成金のボンボンリズム」
  - 「金持ちのボンボン」というキャラクターでナンパをするという設定で、「ボンボンリズム」と題したリズム芸を披露した。
- ぽじポジたまご（KBS京都）木曜日・金曜日アシスタント
- 爆生レッドカーペット（フジテレビ）-2度目の出演時のキャッチコピーは「笑いピチピチはねてます」(一度目の出演がネットオーディション勝者枠としての出演だったためキャッチコピーは無し)｡
- 本気プリ（2016年10月 - 、CBC） - 大前のみ
- 大前亮将のOH! MY 旅（2017年9月、CBC） - 大前のみ
- シューイチ（日本テレビ） - 2018年4月15日「シュー1プレミアム」コーナー、「シューイチ厳選 ブレークちょい前芸人」の企画で出演。優勝し、「プレーク間違い無し芸人」に認定される[24]。
- チャント!（2019年4月 - 2020年9月、CBC） - 大前のみ
- くすぐる（2019年4月 - 2020年9月 、テレビ愛知） - 大前のみ
- お宝ちゃん（2020年10月 - 、 テレビ愛知） - 大前のみ
- 前略、大とくさん（中京テレビ） - 大前のみ

### ラジオ
- 勇さんのGO!GO!ユーストン（KBS京都） - 不定期出演
- OH! MY MORNING!（Radio NEO、2016年10月 3日- 2019年12月27日 ） - DJ（大前のみ） [3]
- MUSIC GARAGE from NTP-ark（Radio NEO、2017年2月28日 - 2019年12月23日 ） - DJ（大前のみ）
- OH! MY SATURDAY!（Radio NEO、2017年9月2日 - 2019年12月28日 ） - DJ（大前のみ）
- OH! MY CHANNEL![25]（東海ラジオ、2020年3月28日 -  ） - DJ（大前のみ）
- 大前りょうすけのちょいバズ！[26]（CBCラジオ、2020年4月4日 -  ） - DJ（大前のみ）
- 今夜も大さわぎ！！（FM AICHI、2020年4月5日 - 2021年4月25日） - MC（大前のみ）
- OH!MY CHANNEL! スペシャル（東海ラジオ、2020年4月21日 - 6月18日） - DJ（大前のみ）

### インターネット
- 別冊・少女マンガ倶楽部（SHOWROOM） - たかみちのみ
- ガー!ガー!!ガー!!!×RADIO（ポッドキャスト番組） - たかみちのみ、不定期出演[27]
- ワタナベ名古屋チャンネル（YouTube） - 大前のみ

### 配信ドラマ
- 笑ゥせぇるすまん #5「夢の一発屋 -モグリズムI-」（2025年7月25日、Amazon Prime Video） - たかみちのみ[28][29]

### ライブ
- WEL名古屋～ワタナベ名古屋芸人LIVE～（2017年1月25日 - 、伏見JAMMIN'）

## 賞レース成績
- 2008年（平成20年） - NHK新人演芸大賞 決勝進出
- 2009年（平成21年） - 第10回 新野新プロデュース オール新人漫才ライブ「笑わん会」最優秀賞（大阪府知事賞）受賞
- 2009年（平成21年） - 第1回・3回・4回 笑卵WAVE優勝
- 2009年（平成21年） - NHK新人演芸大賞 決勝進出[30]
- 2010年（平成22年） - 上方漫才大賞 新人賞ノミネート
- 2016年（平成28年） - M-1グランプリ2016 準々決勝進出